# Franz Xaver Josef von Unertl
Franz Xaver Josef Freiherr von Unertl (* 21. Februar 1675 in München; † 22. Januar 1750 ebenda) war kurfürstlich bayerischer Geheimer Ratskanzler und Konferenzminister. 

## Leben
1691 schloss er seine Studien am Jesuitengymnasium in München (heute Wilhelmsgymnasium München) ab und nahm anschließend ein Jurastudium in Ingolstadt auf.
Laut Christian Probst war Unertl 1705 Sekretär der Kaiserlichen Administration in Bayern. Unter Kurfürst Maximilian II. Emanuel war er Hofrat und Geheimer Sekretär und trat nach der Besetzung des Rentamtes München in den Dienst der Kaiserlichen Administration, wo er die ständischen Finanzen verwaltete und seine Behörde bei der bayerischen Landschaft vertrat. 
Unertl galt bald als der zuverlässigste bayerische Beamte, weshalb ihm Administrator Graf Löwenstein nach der Bayerischen Volkserhebung 1705/06 die Leitung der Untersuchung gegen die Rädelsführer übertrug. Obwohl er sich bei der Bevölkerung verhasst gemacht hatte, bewahrte er sich die Gunst Max Emanuels, da er bei der Besetzung Münchens dessen Geheimes Archiv in Sicherheit gebracht hatte und laut Christian Probst anscheinend weiter mit ihm in geheimer Verbindung stand. Als der Kurfürst nach Bayern zurückkehrte, übernahm er Unertl sofort wieder. Seine Rolle in der österreichischen Besatzungszeit während des Spanischen Erbfolgekrieges bleibt ungeklärt. 
Max Emanuel ernannte auch nach seiner Rückkehr 1715 bis zum Ende seiner Regierung 1726 weder einen neuen Ratskanzler noch einen Vizekanzler des Geheimen Rats, nachdem der letzte Vizekanzler Wämpl bereits 1704 verstorben war. Der neue Kurfürst Karl Albrecht machte dann  Unertl ab 1726 zum Geheimen Ratskanzler und dieser behauptete diese Stelle mehr als zwanzig Jahre lang. Erst 1749 folgte ihm Franz Xaver Andreas von Praidlohn.
Da die Erbfolgefrage der Habsburger in Wien offen war, protestierte Max Emanuels Nachfolger Karl Albrecht mit der Kurpfalz und Kursachsen 1732/33 gegen die Bestätigung der Pragmatischen Sanktion durch das Reich und ließ gleichzeitig durch seinen Kanzler Unertl eine „Deductio jurium“ ausarbeiten, in der nunmehr das gesamte österreichische Erbe beansprucht wurde. Unertl hatte das Schicksal Max Emanuels 1704 vor Augen und warnte später vor den Konsequenzen eines Krieges, allerdings erfolglos. Der führende Konferenzminister Ignaz von Törring stand für eine Großmachtspolitik, der sich auch der Kurfürst verschrieben hatte.
Seit dem Tode Karl Albrechts 1745 konnte Unertl politisch nicht mehr in Erscheinung treten, auch wenn er sein Amt noch für einige Jahre behielt.
Seine Schwester Maria Johanna war mit dem bedeutenden Salzkaufmann Johann Baptista Ruffini verheiratet.
Nach ihm ist die Unertlstraße in München-Schwabing benannt.